# Нововознесенка (Новоукраїнський район)
Нововознесе́нка — село в Україні, у Смолінській селищній громаді Новоукраїнського району Кіровоградської області. Населення становить 503 осіб. Колишній центр Нововознесенської сільської ради.

## Населення
Згідно з переписом УРСР 1989 року чисельність наявного населення села становила 543 особи, з яких 225 чоловіків та 318 жінок.
За переписом населення України 2001 року в селі мешкали 503 особи.

### Мова
Розподіл населення за рідною мовою за даними перепису 2001 року:
| Мова       | Відсоток |
| ---------- | -------- |
| українська | 98,01 %  |
| російська  | 1,59 %   |
| молдовська | 0,40 %   |